# Giusto di Corinto
Giusto (... – Lecce, 26 agosto 68) è venerato come santo dalla Chiesa cattolica.
La tradizione lo vuole apostolo di San Paolo. Insieme a sant'Oronzo (patrono principale) e san Fortunato è considerato compatrono di Lecce. Purtroppo si conosce pochissimo se non nulla sulle vicende storiche del santo che più che altro è estremamente legato alle vicende di Oronzo nel Salento.

## Biografia
Di probabile origine giudaica e residente a Corinto, divenne un discepolo di San Paolo. In viaggio verso Roma perché incaricato dall’apostolo delle genti di portare la famosa Lettera ai Romani approdò naufrago sulle sponde salentine dell’adriatico presso l'attuale marina di San Cataldo, l'antico porto Adriano. Qui avvenne l’incontro con il patrizio leccese Oronzo che lo portò alla conversione, al battesimo e, al suo rientro da Roma, ad un’opera di apostolato condotta insieme al salentino in tutta l’antica Japigia.
Dopo aver diffuso la fede in gran parte del territorio, Oronzo, accompagnato da Giusto, si recò a Corinto dove fu consacrato vescovo da San Paolo in persona e designò come suo successore nell'episcopato il nipote Fortunato. 
Pur non potendo inquadrare sul piano storico il personaggio di Giusto importante è stato sicuramente il dialogo che ebbe con Oronzo che aprì il salentino all’accoglienza del messaggio di salvezza del cristianesimo con cui seppe evidentemente trasmettere il significato del Vangelo. Da quel dialogo ebbe inizio un’opera di evangelizzazione per la quale affrontarono avversità di ogni tipo fino alla persecuzione ed al martirio sotto le persecuzioni di Nerone.

## Culto
Il culto è molto antico. A Lecce, l'odierna Porta Napoli, edificata nel XVI secolo, sorge sulle rovine di una più antica porta denominata "Porta San Giusto" proprio in onore del santo e che attesta quindi l'antichità del culto ancora prima che venisse proclamato compatrono della città. Infatti soltanto a partire dalla metà del '600 venne valorizzato quando, a seguito del miracolo di Sant'Oronzo, che secondo la tradizione salvò Lecce dalla peste nel 1658, l'allora vescovo Luigi Pappacoda, lo proclamò co-patrono della città e di tutta la diocesi insieme a Oronzo e Fortunato.
La memoria liturgica è il 26 agosto, memoria del martirio con Oronzo. A Lecce viene celebrato durante le festività dei santi patroni dal 24 al 26 agosto. Il 24 agosto, durante la solenne processione dei santi, il suo simulacro, un antico busto ligneo dipinto in oro e argento, viene portato per le vie del centro storico insieme al busto di san Fortunato e alla grande statua argentea del principale patrono sant'Oronzo.
Il luogo dove, secondo la tradizione , venne martirizzato con sant'Oronzo viene fatto risalire al Santuario di Sant'Oronzo fuori le mura, poco fuori la città di Lecce sulla strada per andare a mare e dove ogni 25 agosto, durante i giorni di festa, l'arcivescovo di Lecce celebra una particolare messa in memoria del martirio.

## Galleria d'immagini

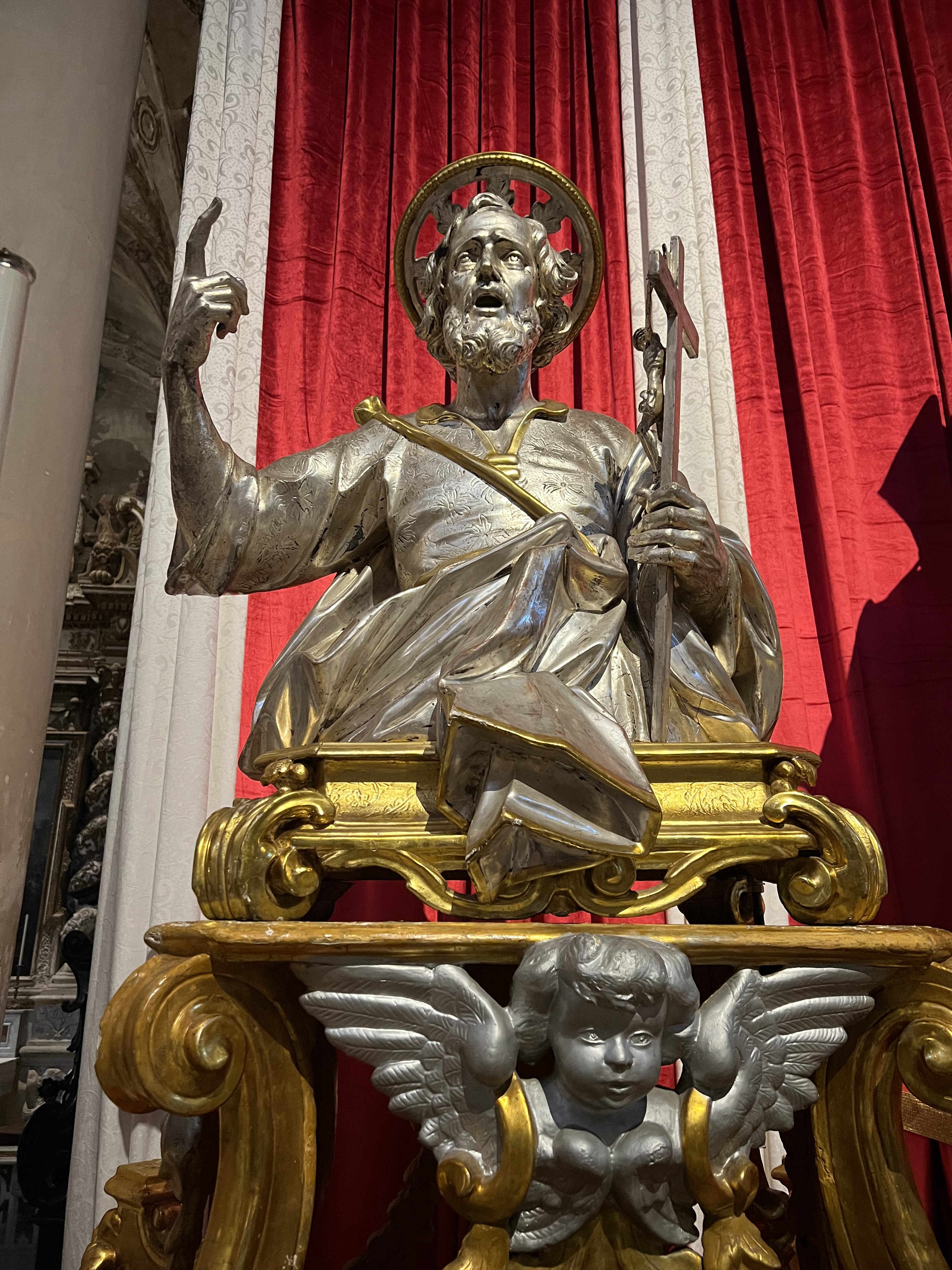
Busto ligneo di san Giusto intronizzato nella cattedrale di Lecce per la festa patronale.
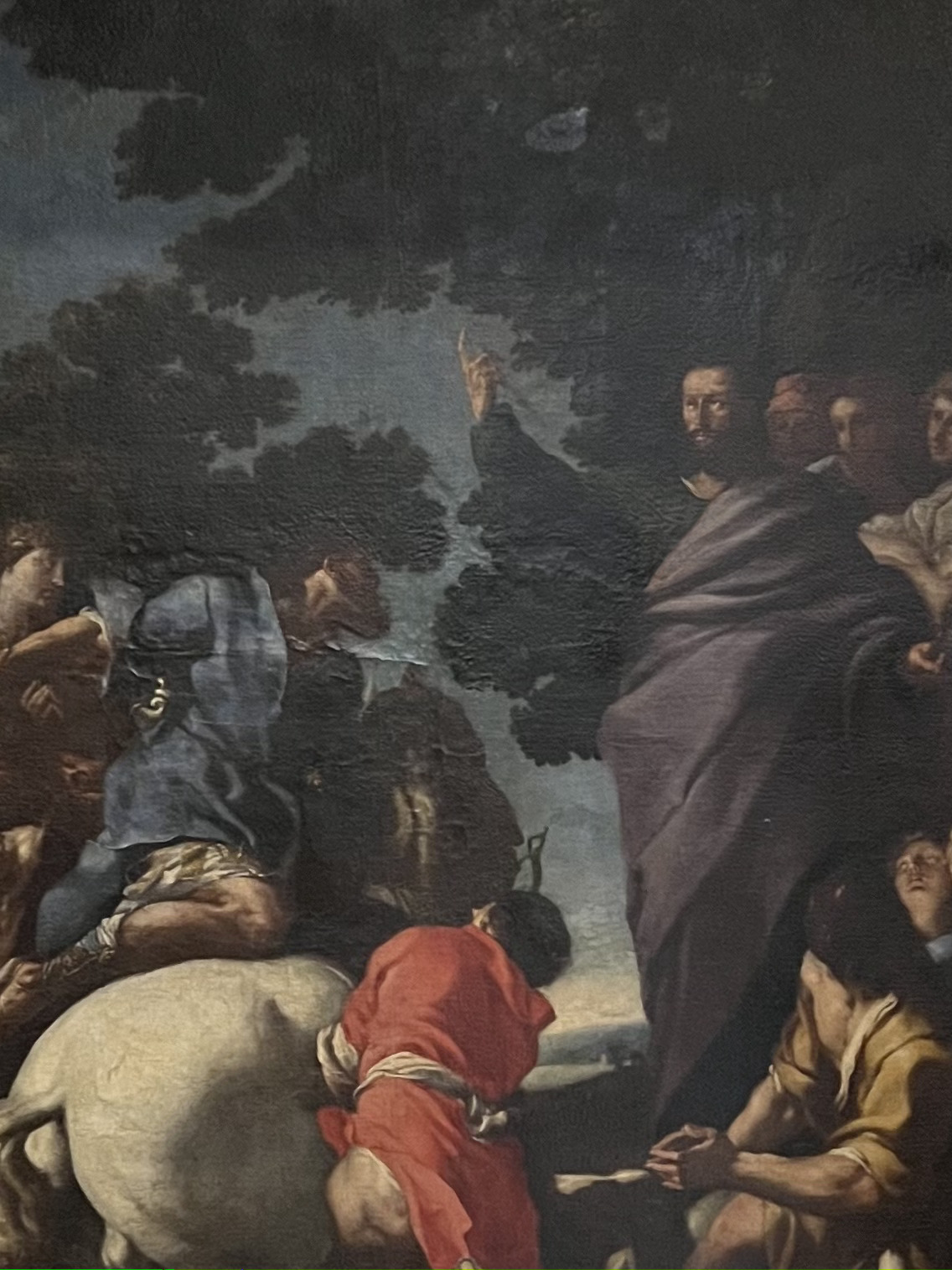
Tela conservata nella cattedrale di Lecce raffigurante la predica di San Giusto e Sant'Oronzo.